# Darwinella tango
Darwinella tango är en svampdjursart som först beskrevs av Poiner och Taylor 1990.  Darwinella tango ingår i släktet Darwinella och familjen Darwinellidae. Inga underarter finns listade i Catalogue of Life.